# Кочетовка (Нижньогородська область)
Кочетовка (рос. Кочетовка) — село в Сеченовському районі Нижньогородської області Російської Федерації.
Населення становить 653 особи. Входить до складу муніципального утворення Кочетовська сільрада.

## Історія
Від 2009 року входить до складу муніципального утворення Кочетовська сільрада.

## Населення
| 2002 | 2010 |
| ---- | ---- |
| 830  | ↘653 |